# Karl Anton August von Schleswig-Holstein-Sonderburg-Beck

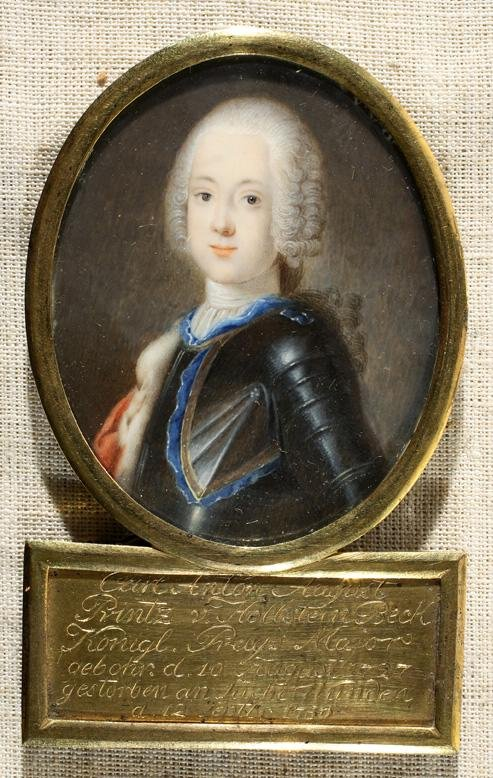
Gemälde von Karl Anton August von Schleswig-Holstein-Sonderburg-Beck (18. Jahrhundert)

Karl Anton August von Schleswig-Holstein-Sonderburg-Beck (* 10. August 1727 in Marburg; † 12. September 1759 in Stettin) war Prinz von Schleswig-Holstein-Sonderburg-Beck.
Er war der Sohn von Peter August von Schleswig-Holstein-Sonderburg-Beck und seiner ersten Frau Sophie von Hessen-Philippsthal.
Am 30. Mai 1754 heiratete Karl in Königsberg Friederike von Dohna-Schlobitten (* 3. Juli 1738; † 21. April 1786), das Paar hatte einen Sohn: Friedrich Karl Ludwig, Herzog von Schleswig-Holstein-Sonderburg-Beck (* 20. August 1757; † 25. März 1816).
Er starb als Major an seinen im Siebenjährigen Krieg in der Schlacht von Kunersdorf erlittenen Wunden. Die Herzogin-Witwe heiratete am 21. Mai 1777 Graf Friedrich Detlef von Moltke (* 28. August 1750; † 2. September 1825), Oberjägermeister König Friedrich Wilhelms III. von Preußen.